# Eduardo Pimentel
Eduardo Pimentel (Bogota, 18 mei 1961) is een voormalig profvoetballer uit Colombia. Hij speelde als defensieve middenvelder gedurende zijn carrière, en kwam uit voor onder meer América de Cali en Millonarios. Hij stapte later het trainersvak in.

## Interlandcarrière
Pimentel speelde in totaal zeven officiële A-interlands voor Colombia. Onder leiding van bondscoach Luis Augusto García maakte hij zijn debuut op 29 januari 1991 in de oefenwedstrijd tegen Mexico (0-0) in León. Hij nam met zijn vaderland deel aan de strijd om de Copa América 1991.
| Interlands van Eduardo Pimentel | Interlands van Eduardo Pimentel | Interlands van Eduardo Pimentel | Interlands van Eduardo Pimentel | Interlands van Eduardo Pimentel | Interlands van Eduardo Pimentel |
| №                               | Datum                           | Wedstrijd                       | Uitslag                         | Competitie                      | Goals                           |
| Als speler van Millonarios      | Als speler van Millonarios      | Als speler van Millonarios      | Als speler van Millonarios      | Als speler van Millonarios      | Als speler van Millonarios      |
| ------------------------------- | ------------------------------- | ------------------------------- | ------------------------------- | ------------------------------- | ------------------------------- |
| 1                               | 29 januari 1991                 | Mexico – Colombia               | 0 – 0                           | Vriendschappelijk               | 0                               |
| 2                               | 3 februari 1991                 | Zwitserland – Colombia          | 3 – 2                           | Vriendschappelijk               | 0                               |
| 3                               | 25 juni 1991                    | Costa Rica – Colombia           | 0 – 1                           | Vriendschappelijk               | 0                               |
| 4                               | 15 juli 1991                    | Uruguay – Colombia              | 1 – 0                           | Copa América                    | 0                               |
| 5                               | 17 juli 1991                    | Chili – Colombia                | 1 – 1                           | Copa América                    | 0                               |
| 6                               | 19 juli 1991                    | Brazilië – Colombia             | 2 – 0                           | Copa América                    | 0                               |
| 7                               | 21 juli 1991                    | Argentinië – Colombia           | 2 – 1                           | Copa América                    | 0                               |

## Erelijst
América de Cali
- Copa Mustang

1984, 1990
 Millonarios
- Copa Mustang

1987, 1988